# 少花米口袋
少花米口袋（学名：Gueldenstaedtia verna ssp. verna）为豆科米口袋属下的一个亚种。

## 扩展阅读
- 維基物種上的相關：少花米口袋